# The Hero
«The Hero» (укр. «Герой») — фінальна пісня з альбому «Flash Gordon» 1980 року британського рок-гурту «Queen».

## Про пісню
Була написана, як і весь альбом «Flash Gordon», спеціально для фільму «Флеш Гордон», однак у фільмі звучить дещо інша версія, ніж та, що вийшла в альбомі. У стрічці пісня звучить під час фінальних титрів, і має кілька невеликих змін: альтернативний вокал, подовжений вступ.
Альбомна версія і версія фільму є реміксом власне композиції «The Hero» і репризи пісні «Flash's Theme», однак в альбомі також вийшла інструментальна композиція «Battle Theme», що є повною інструментальною версією «The Hero» без переходу в «Flash's Theme». На концертах пісню виконували з 1981 по 1982 роки, завжди відразу після виконання пісні «Flash». Під час «Hot Space Tour» «The Hero» виконували після програвання запису «Flash», відкриваючи концерти. На концертах співалася тільки сама пісня, причому швидкість виконання була набагато повільніше, ніж в альбомі.
Крім стрічки «Флеш Гордон», пісня звучить у фільмі «Типу крутий охоронець».

## Музиканти
- Фредді Мерк'юрі — вокал
- Браян Мей — гітара, піаніно, синтезатор, вокал
- Джон Дікон — бас-гітара
- Роджер Тейлор — ударні, вокал
- Говард Блейк — оркестрування